# Glocester
Glocester ist eine Town im Providence County in Rhode Island in den Vereinigten Staaten. Das U.S. Census Bureau hat bei der Volkszählung 2020 eine Einwohnerzahl von 9.974 ermittelt.

## Geografie
Die Town of Glocester liegt im Nordwesten von Rhode Island. Es grenzt im Norden an Burrillville, im Osten an Smithfield, im Süden an Scituate und Foster und im Westen an Killingly und Putnam. Die Dörfer Chepachet und Harmony befinden sich als historische Siedlungen in Glocester. Die Putnam Pike (US Route 44) führt durch das Stadtzentrum von Glocester nach Putnam in Connecticut.

## Geschichte
Glocester wurde ursprünglich Gloucester nach Henry Stuart, Herzog von Gloucester, genannt. Die Stadt Gloucester wurde 1731 eine unabhängige Stadt. North Glocester wurde 1806 als eigenständige Stadt Burrillville eingemeindet. Gleichzeitig stimmten die Einwohner von Gloucester dafür, die Schreibweise der Stadt in Glocester zu ändern, um sie von Gloucester, Massachusetts, zu unterscheiden. Glocester ist eine alte Schreibvariante von Gloucester.
Die Dorr-Rebellion begann 1841 in Glocester. Die Dorr-Rebellion war ein Versuch von Bürgern, eine breitere Demokratie im US-Bundesstaat Rhode Island zu erzwingen, wo eine kleine landbesitzende Elite die Kontrolle hatte und die Regierung ausübte. Der Aufstand von Thomas Wilson Dorr geleitet, der die Entrechteten mobilisierte, um Änderungen der Wahlregeln des Staates zu fordern. Der Staat benutzte noch immer seine Kolonialurkunde von 1663 als Verfassung; diese erforderte, dass die Wähler Land als Wahlberechtigung besitzen müssen. Eine spätere gesetzliche Regel verlangte, dass ein Mann weiß sein und 134 Dollar an Eigentum besitzen musste, um wählen zu können.

## Demografie
Nach einer Schätzung von 2019 leben in Glocester 10.323 Menschen. Die Bevölkerung teilt sich im selben Jahr auf in 96,8 % Weiße, 0,3 % Afroamerikaner, 0,1 % amerikanische Ureinwohner, 0,5 % Asiaten und 1,9 % mit zwei oder mehr Ethnizitäten. Hispanics oder Latinos aller Ethnien machten 2,3 % der Bevölkerung aus. Das mittlere Haushaltseinkommen lag bei 89.391 US-Dollar und die Armutsquote bei 6,8 %.

## Persönlichkeiten
- Charles H. Page (1843–1912), Politiker und Mitglied im US-Repräsentantenhaus.